# Minerve (Band)
Minerve ist eine Band aus Neubrandenburg und Berlin, die elektronische, englischsprachige Synthie-Pop-Musik macht.

## Geschichte
Gegründet wurde Minerve im Frühjahr 2002 von Daniel Wollatz und Mathias Thürk.
Im Mai 2004 kam das Debüt-Album Breathing Avenue auf den Markt, das viele positive Kritiken erhielt. Es folgten Live-Auftritte  u. a. mit The Crüxshadows, Psyche und Spektralized. Der Bekanntheitsgrad wuchs auf dem europäischen Markt.
Das zweite Album Sensefiction erschien zwei Jahre später und steigerte die Popularität der Band ein weiteres Mal. Das Album erreichte den 16. Platz der Deutschen Alternative Charts. Eine anschließende Tour folgte, bei der Minerve auch in Russland spielte. Dabei bekamen sie die Aufmerksamkeit eines russischen Labels, welches 2007 das Remix-Album Love Traces veröffentlichte. In dieser Zeit stießen Andreas Wollatz und später auch David Kewitz zur Band.
Minerve spielten in dieser Zeit Konzerte in Russland, Deutschland, Frankreich, Sibirien, in der Ukraine, in der Türkei und in Teilen Osteuropas.
Mit der Unterstützung des Warp Acht Produktionsteams (Alphaville, Camouflage, Joachim Witt, Hubert Kah, Tokio Hotel) schlug man kurz darauf neue Wege ein. Die Single Take Me Higher steht hierbei stellvertretend für die musikalische Neuausrichtung der Band.
Im Oktober 2010 erschien der dritte Longplayer der Band mit dem Titel Please. Technisch verfeinert wurde die CD von der Mastering-Legende John Cremer (Deep Purple, Pink Floyd, Kraftwerk, Eurythmics).
Nach Beendigung der erfolgreichen Support-Tour mit And One, Camouflage und De/Vision verließ Gründungsmitglied Mathias Thürk die Band im April 2012.
2013 war Minerve Support für And One auf der „Sextron“-Tour und 2014 spielte Minerve auf diversen Festivals.

## Stil
Julia Beyer kam bei ihrer My-Universe-Rezension im Sonic Seducer die US-amerikanische Synth-Rock-Band Iris in den Sinn, die „praktischerweise gleich einen gewohnt fantastischen Remix des Titeltracks ab[lieferte]“, was verständlich wird, wenn man von der gemeinsamen Zeit beim Label Vision Music Kenntnis hat. Trotz „wenig eigenständige[r] Facetten“ führten „fluffige Sounds“, „eingängige Melodien“ und eine wohlgenutzte Stimme zu einem „passablen“ Ergebnis.

## Diskografie

### Alben
- 2004: Breathing Avenue (Pandaimonium Records)
- 2004: Different Perspectives (free online release)
- 2005: Breathing Avenue / Different Perspectives (Vision Music)
- 2005: Breathing Avenue (Vision Music)
- 2006: Sensefiction (Dephyte Records)
- 2007: Love Traces (Q-Code-Records)
- 2010: Breathing Avenue (Remastered with Bonus Tracks) (Echozone)
- 2010: Sensefiction (Remastered with Bonus Tracks) (Echozone)
- 2010: Please (Echozone)
- 2011: Replease (Echozone)

### EPs
- 2005: High Pitched Emotions (Vision Music)
- 2006: Clear (Vision Music)
- 2006: My Universe (Dephyte Records)
- 2007: Take me Higher (Q-Code Records)
- 2010: Down to the Ground (Echozone)
- 2011: You Don’t Know Me (Echozone)
- 2011: Hold Me Tight (Echozone)
- 2012: Forbidden Love (Echozone)